# Église Saint-Augustin de Medjez el-Bab
L'église Saint-Augustin de Medjez el-Bab, située dans la ville de Medjez el-Bab en Tunisie, est une église catholique construite en 1913 à l'époque du protectorat français. Cédée au gouvernement tunisien en 1964, elle est désormais abandonnée.

## Construction de l'église
Au début du XXe siècle, Medjez el-Bab n'est qu'un gros bourg agricole où la population européenne est trop faible pour justifier la construction d'une église. La messe est donc dite dans un local qui ne peut contenir plus d'une trentaine de fidèles. Faute d'un soutien financier suffisant de l'archevêché, un comité de souscription est créé et des campagnes de collecte sont lancées en Tunisie, en Belgique et en France dès 1905 par les épouses de deux colons de la région, Edmond Deligne et Xavier Morand, ce dernier ayant fait don d'un terrain pour la construction de l'édifice.
La création de la paroisse en 1911 et l'arrivée d'un nouveau prêtre, l'abbé Rouvelet, accélèrent les choses et 30 000 francs sont enfin collectés en 1912, l'archevêché ajoutant 8 000 francs.
Le 2 mars 1913, la toute nouvelle église est bénie par l'archevêque de Carthage, Monseigneur Clément Combes. C'est un édifice en forme de croix latine de trente mètres de long sur neuf mètres de large dans sa partie la plus étroite et treize mètres au niveau du transept. La toiture s'élève à onze mètres, dominée par un clocher de trente mètres de haut coiffé d'un coq. La nef est éclairée par quatre fenêtres alors que le transept est également percé de quatre fenêtres jumelées, tout comme le chœur. Une tribune complète l'aménagement intérieur animé par un harmonium offert par Mme Morand. L'église est dédiée à saint Augustin.
La paroisse s'étend alors sur une région englobant les églises de Oued Zarga et Goubellat ainsi que celle construite par Edmond Deligne sur sa propriété de Chassar Tefaa.

## Destruction pendant la Seconde Guerre mondiale
La ville de Medjez el-Bab est un important objectif militaire pendant la campagne de Tunisie. Dès le 16 novembre 1942, alors que les unités américaines et anglaises débarquées en Algérie ne sont pas encore arrivées, l'armée française est contrainte d'évacuer la ville face aux offensives allemandes et de se replier sur Oued Zarga. Même si la ville change d'occupants à plusieurs reprises, la ligne de front ne bouge guère jusqu'à l'offensive finale de mai 1943. Lorsque les habitants peuvent regagner leurs foyers, ils découvrent une église qui a beaucoup souffert des combats. Il faut attendre 1946 pour que l'édifice réparé puisse à nouveau accueillir les offices.

## Bâtiment après l'indépendance
Le 12 mai 1964, les derniers colons européens de la région sont expulsés après la loi de nationalisation des terres européennes. L'église est finalement fermée à l'occasion du modus vivendi signé entre le gouvernement tunisien et le Vatican le 10 juillet 1964. Le bâtiment est cédé gratuitement avec l'assurance qu'il ne sera utilisé qu'à des fins d'intérêt public compatibles avec son ancienne destination.
Transformée en bureau de la Poste tunisienne jusqu'en 1993, l'édifice est désormais abandonné, bien que la population locale réclame sa reconversion en espace culturel.

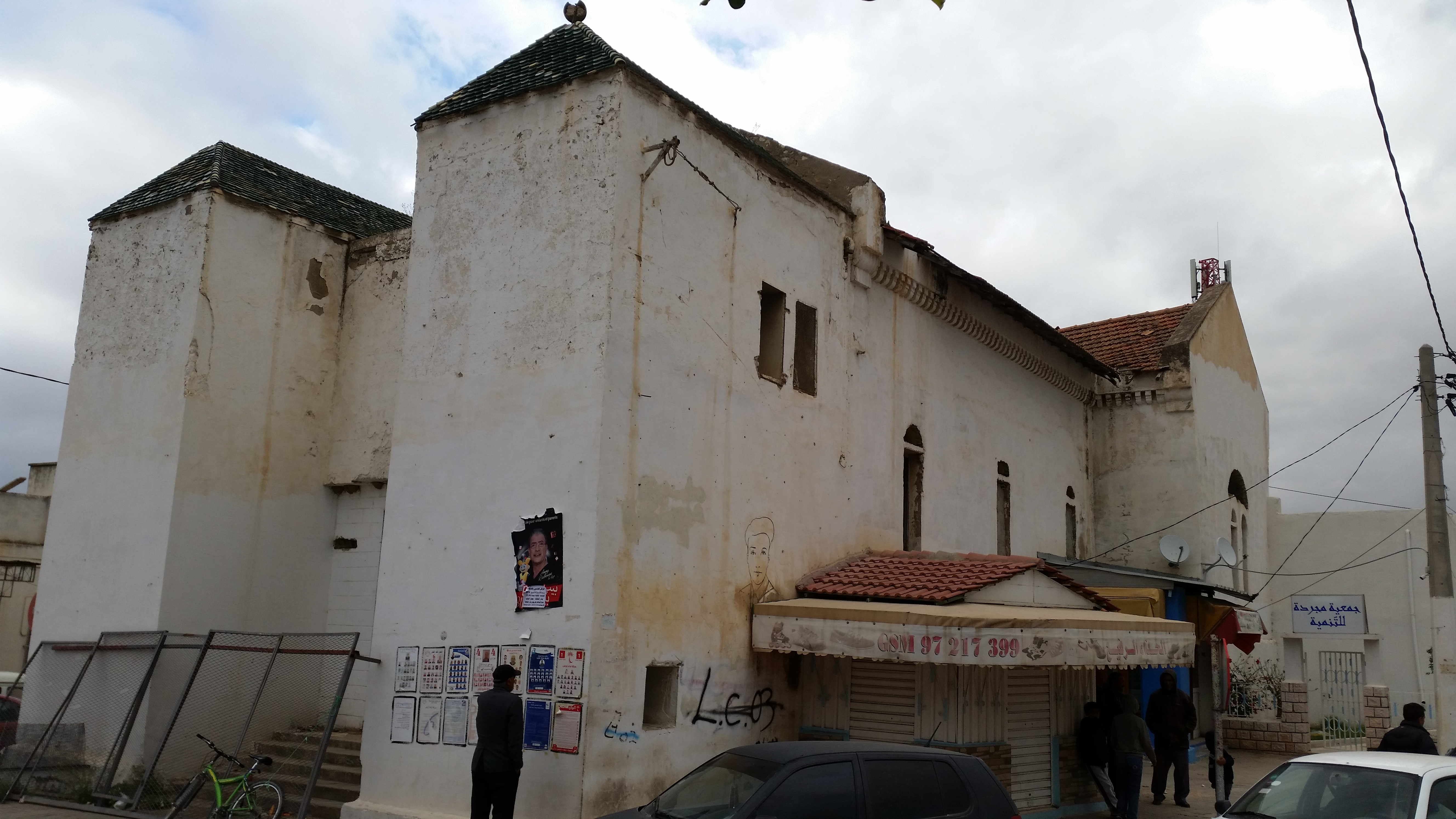
Vue générale côté sud.
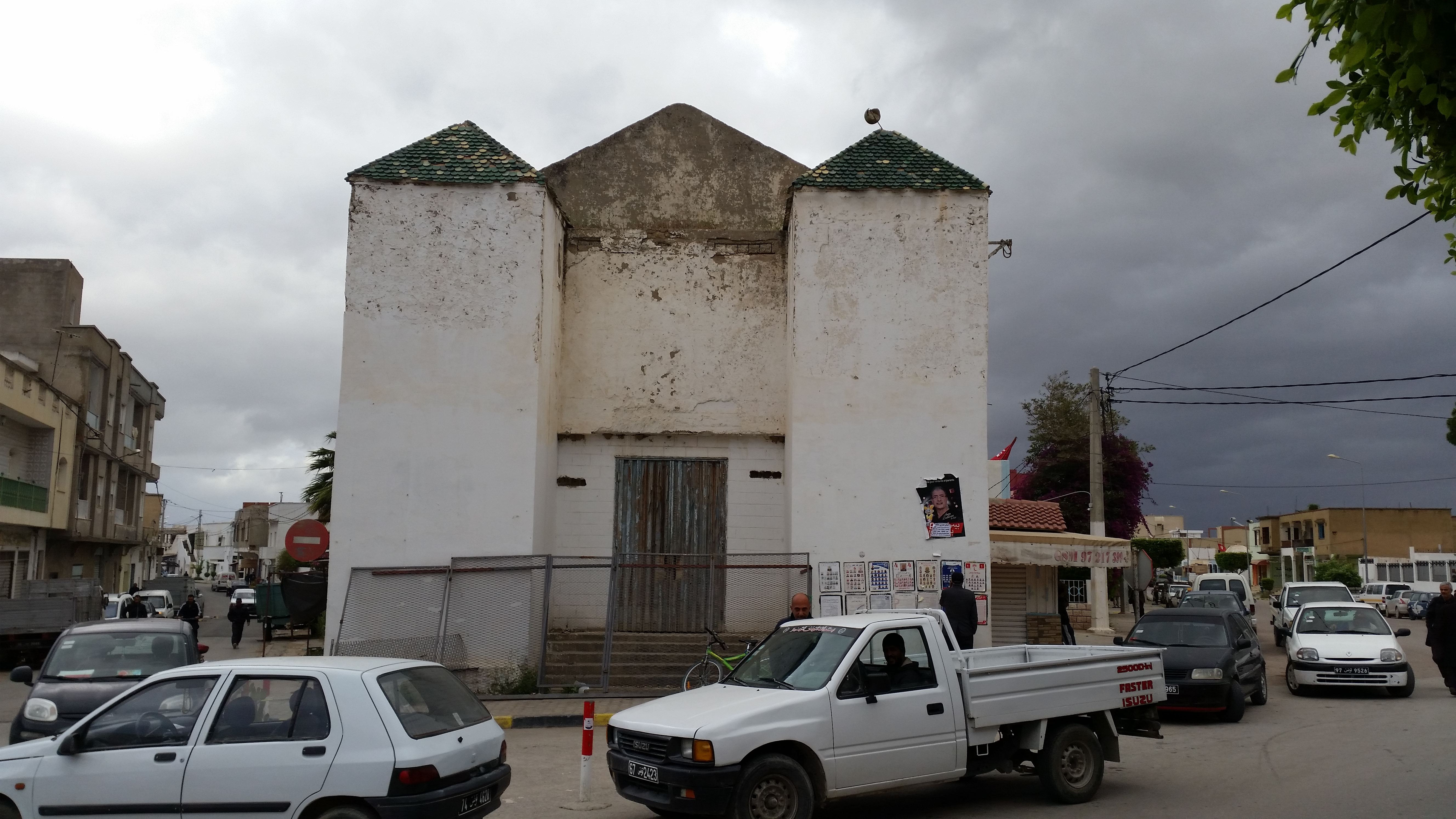
Façade principale côté ouest.
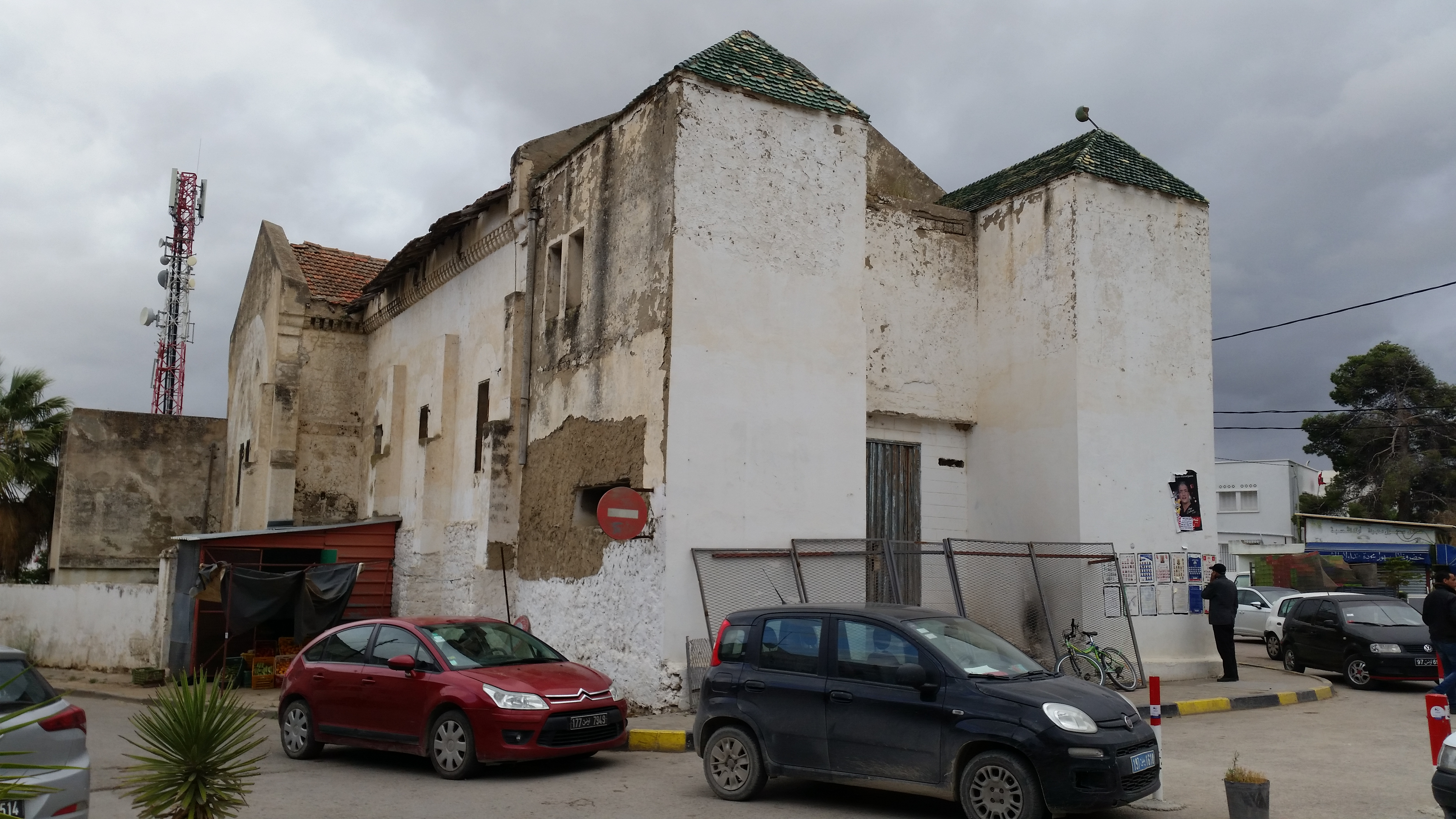
Vue générale côté nord.
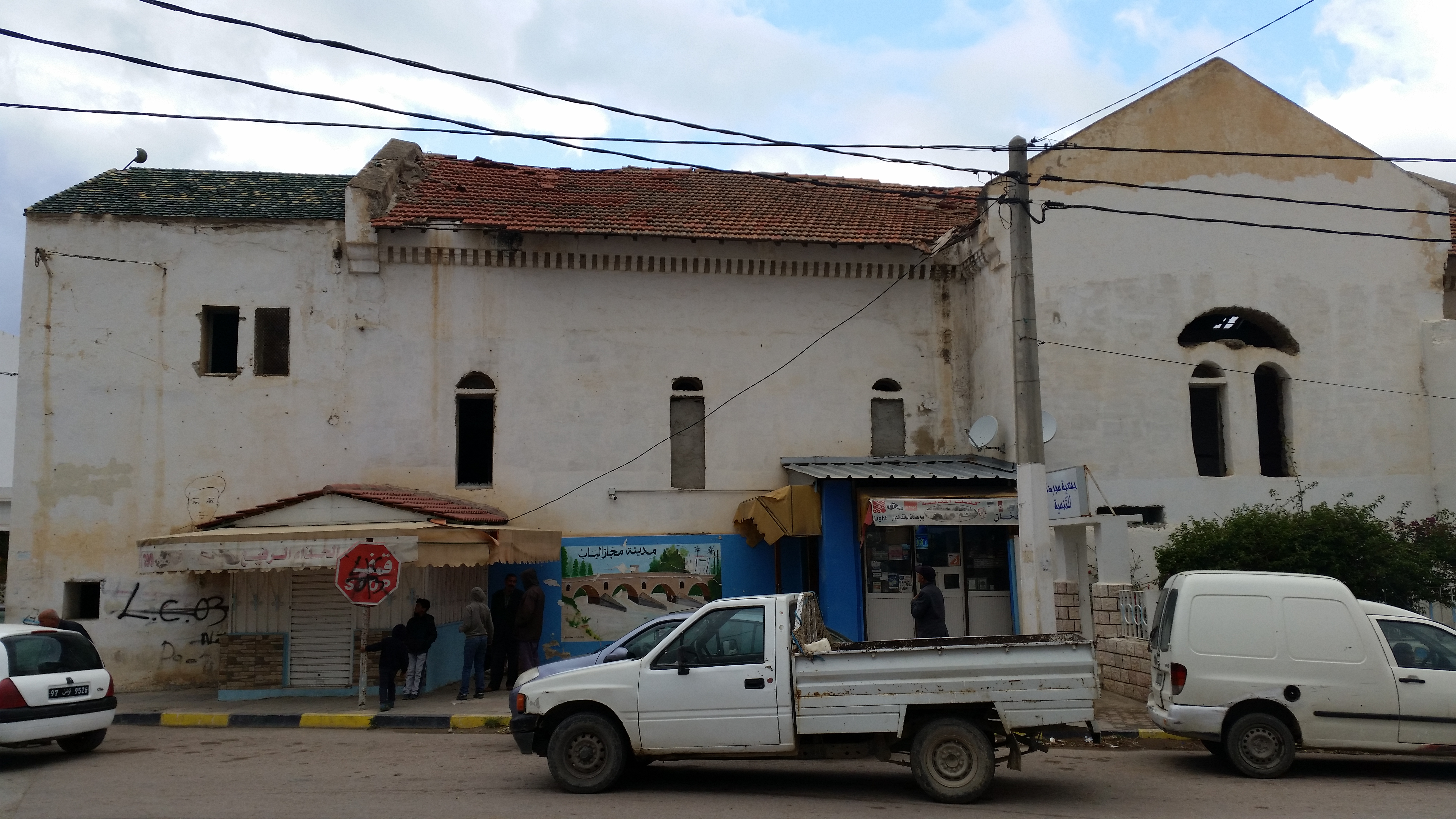
Façade sud.
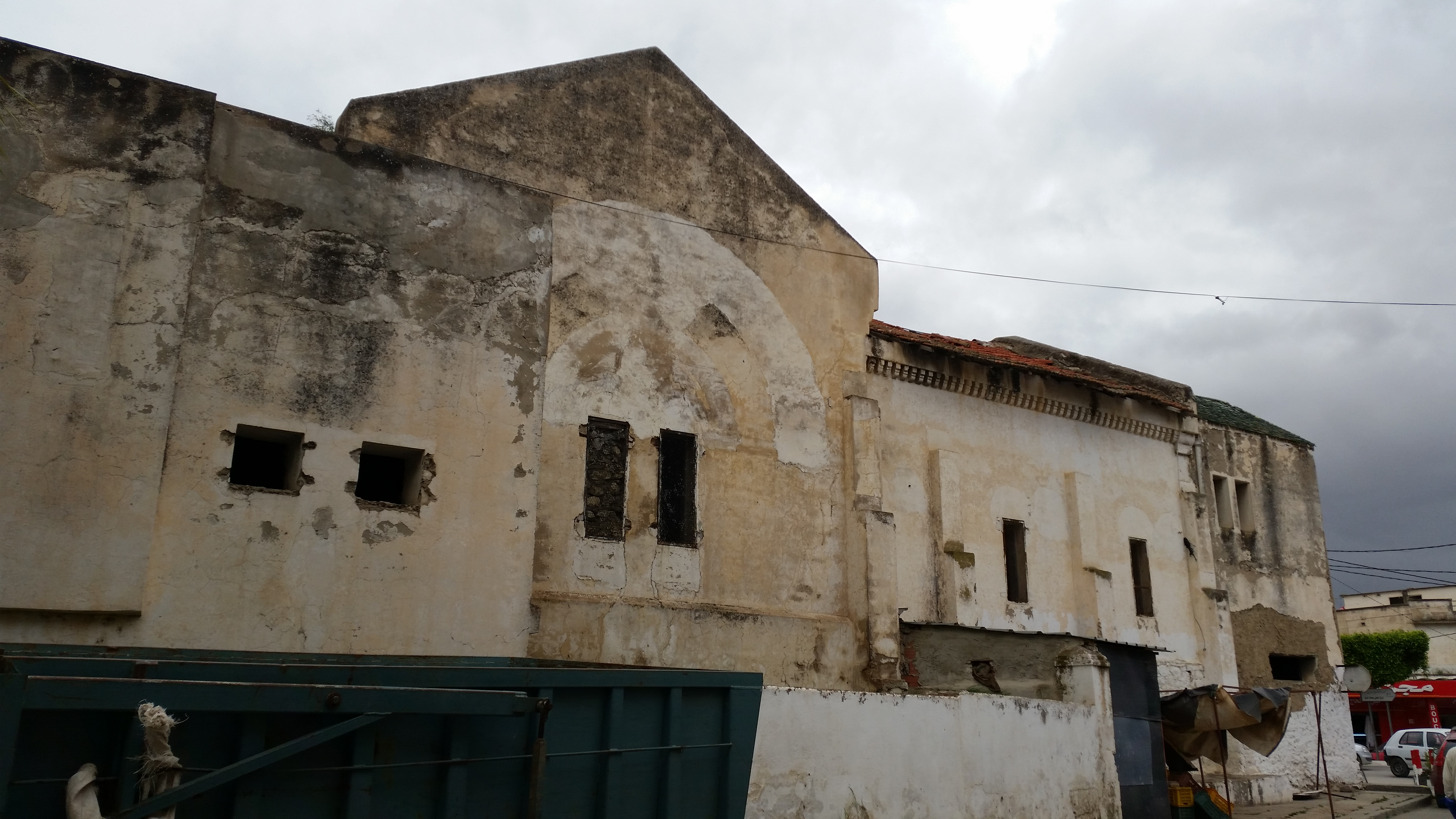
Façade nord.
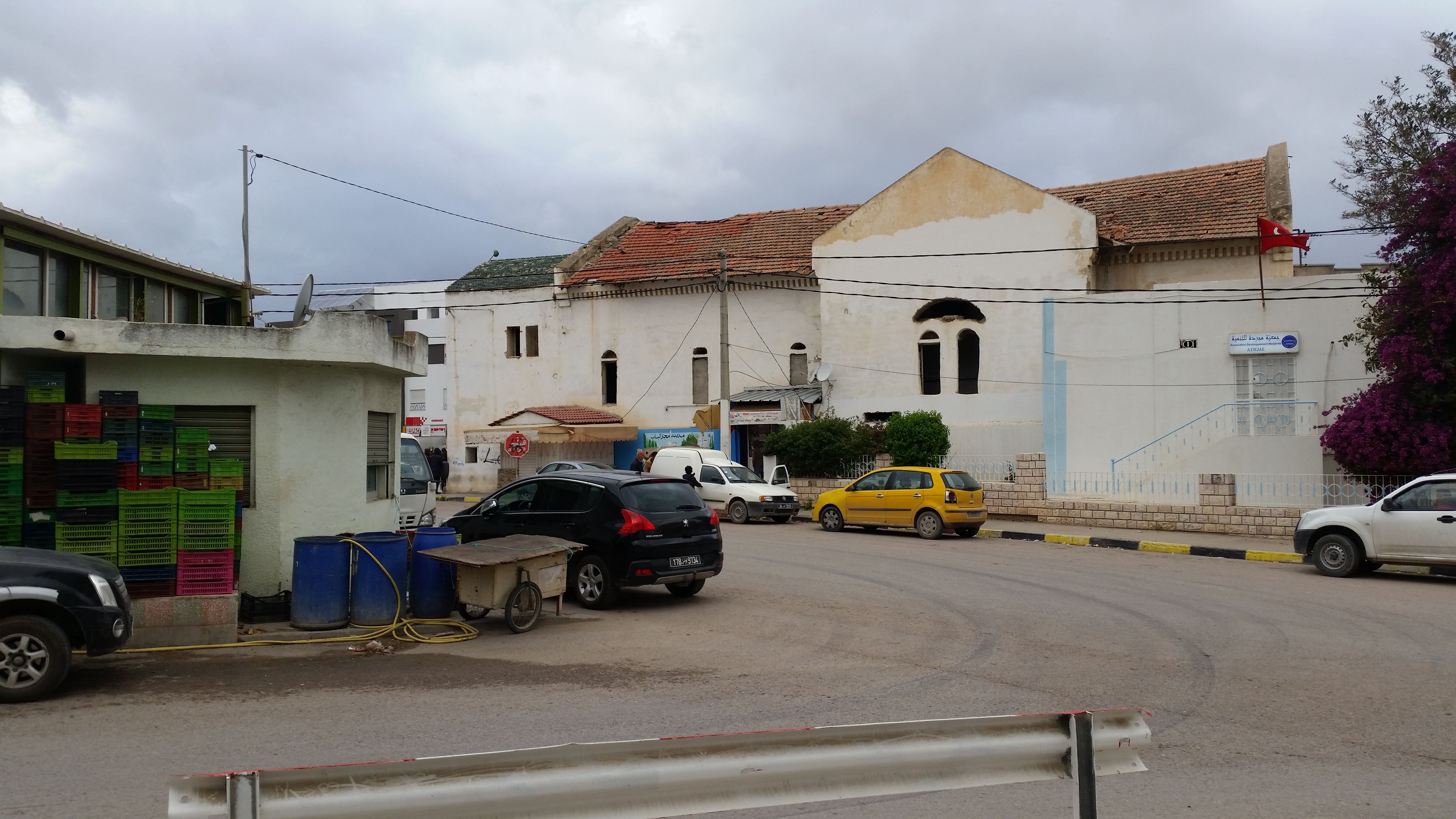
Vue générale côté sud.

## Dans la culture
L'église est reproduite à l'échelle, à partir de cartes postales anciennes, sur la carte dédiée aux combats de 1942-1943 ayant eu lieu à Medjez el-Bab durant la Seconde Guerre mondiale dans le jeu vidéo Forgotten Hope 2.